# No tengo idea
«No tengo idea» es una canción compuesta por el músico argentino Edelmiro Molinari e interpretada por Almendra en el álbum doble Almendra II de 1970, segundo y último de la banda. El álbum fue calificado por la revista Rolling Stone y la cadena MTV como #40 entre los cien mejores discos de la historia del rock nacional argentino.
"No tengo idea" es uno de los cinco temas de su autoría incluidos en Almendra II, junto a "Mestizo", "Aire de amor", "Amor de aire" y "Verde llano".
Almendra estuvo integrada por Luis Alberto Spinetta (primera voz y guitarra), Edelmiro Molinari (voz, primera guitarra y órgano), Emilio del Guercio (voz, bajo, órgano y piano) y Rodolfo García (voz y batería). En el tema la primera voz es de Edelmiro Molinari.

## Contexto
En 1970 el mundo sufría la Guerra Fría. Argentina vivía bajo una dictadura que había disuelto todos los partidos políticos y que buscaba garantizar la alineación de la Argentina con los Estados Unidos en aquella confrontación global. Tres años antes el Che Guevara había sido asesinado mientras organizaba un movimiento guerrillero en Bolivia. En Argentina desde el año anterior habían comenzado a producirse levantamientos populares insurreccionales como el Rosariazo y el Cordobazo, con participación masiva de la juventud, que se había convertido en esos años en un sujeto histórico novedoso. Ese año aparecerían las dos grandes organizaciones guerrilleras que actuaron en el país, Montoneros -de tendencia peronista- y el Ejército Revolucionario del Pueblo (ERP) -de tendencia marxista-.  
Almendra, banda liderada por Luis Alberto Spinetta, apareció en 1969, renovando radicalmente la música popular argentina y latinoamericana, especialmente el rock cantado en español. Junto a Los Gatos -banda precursora- y Manal, Almendra es considerada parte del trío fundador del "rock nacional", como se conoció en Argentina ese movimiento musical, generacional y cultural.
Al finalizar 1969 Almendra publicó un álbum revolucionario sin título, con un dibujo caricaturizado de un extraño hombre en la tapa, conocido luego como Almendra I, que alcanzó un éxito histórico. Prácticamente todos los temas de ese álbum se volvieron clásicos del rock nacional ("Plegaria para un niño dormido", "Ana no duerme", "Fermín", "A estos hombres tristes", "Color humano", "Figuración") y por sobre todos ellos "Muchacha (ojos de papel)", que se convirtió en un hit histórico, mantenido a través de las décadas.
Convertidos en estrellas de rock, Almendra encaró 1970 con el proyecto de preparar una ópera rock. Sin embargo, las presiones de la fama y las diferencias entre los proyectos musicales de sus integrantes, produjeron una crisis interna del grupo que llevó a la sorpresiva separación de la banda en septiembre de 1970.
Ya separados, a fines del año 1970, con material grabado entre julio y octubre, lanzaron Almendra II, un álbum doble completamente diferente de Almendra I, mucho más roquero y psicodélico, influido por el consumo de LSD, que muestra los diferentes enfoques de los miembros de la banda y la necesidad de experimentación que sentían.

## Edelmiro como autor
Edelmiro Molinari ya había grabado con Almendra, en el primer álbum, el tema "Color humano", tema que daría nombre a la banda que Edelmiro lideraría luego de que la disolución de Almendra.
En Almendra II Edelmiro aporta cinco temas: "Mestizo", "Aire de amor", "Amor de aire" y "Verde llano".
Admirador de la música afroestadounidense, Edelmiro desarrolló un estilo muy original de combinación del rock y el blues, con mucho componente electrónico centrado en su capacidad para tocar la guitarra eléctrica (calificado por Rolling Stone como el 11º  mejor guitarrista en la historia argentina), con letras basadas en experiencias personales y un modo de cantar propio.

## El tema
El tema es el tercer track del Disco 1 del álbum doble Almendra II. Se trata de un blues rápido cantado en castellano, un género completamente inusual en 1970, que había introducido Manal el año anterior -cuya estilo de cantar influye evidentemente en este tema- y que en los años siguientes profundizaría Pappo.
El título de la canción no parece tener una relación evidente con la letra. La letra consta de tres estrofas, de seis versos cada una. La primera, narrada en primera persona, habla del cielo y de cómo el narrador se lo empieza a tragar. En la segunda Molinari se ve dando la vuelta al mundo, "volando en una mosca infernal". En la tercera estrofa narrada en segunda persona del singular, habla del futuro: "Verás lo que presiento, verás dónde vamos a llegar".
En 1999 durante un reportaje realizado por el diario Página/12, Molinari usa la misma expresión del título relacionándola con el futuro y el destino:

No tengo idea. Los avatares del destino no los decide uno solo. Los decide el destino.
Edelmiro Molinari

Spinetta ha relacionado esta canción con Gabriela, la única mujer música que integraba el grupo fundador del rock nacional argentino, que había formado pareja con Edelmiro Molinari:

Otros temas, como “No tengo idea”, de Edelmiro, a mí no me gustaban, porque se notaba que Edelmiro vivía mucho con Gabriela y le dedicaba su música.
Luis Alberto Spinetta

Gabriela por su parte ha aludido al machismo reinante en el rock argentino de aquellos años y criticado duramente la invisibilización que le hicieron las grandes figuras, a pesar incluso de haber formado una super banda con ella, grabando el álbum Gabriela y haber tenido un notable éxito en los recitales masivos:

Ninguno de ellos, salvo Edelmiro, me menciona cuando nombran su recorrido artístico. Este todavía sigue siendo un país machista.
Gabriela